# Metopolophium rosaescutum
Metopolophium rosaescutum är en insektsart. Metopolophium rosaescutum ingår i släktet Metopolophium och familjen långrörsbladlöss. Inga underarter finns listade i Catalogue of Life.